# Olga Malířová Špátová
Olga Malířová Špátová (rozená Olga Špátová, * 6. března 1984 Praha) je česká dokumentaristka.

## Život
Olga Malířová Špátová pochází z filmařské rodiny, její otec byl filmový režisér Jan Špáta, matka Olga Sommerová je rovněž autorkou celé řady dokumentárních snímků. Bratr Jakub Sommer se taktéž věnuje filmové tvorbě.
Za své krátké hrané filmy získala několik cen na amatérských i profesionálních festivalech doma i v zahraničí. O vztahu se svou matkou natočila film (Ne)cenzurované rozhovory a jednu ze dvou částí společného filmu Láska včera, dnes a zítra.
V roce 2007 natočila dokument o pražské písničkářce Radůze s názvem Půjdu, kam chci a televizní dokument o inscenaci jazzové opery Jiřího Suchého a Jiřího Šlitra Dobře placená procházka v Národním divadle v režii Miloše a Petra Formanových. V roce 2009 uvedla v televizi dokument o Karlu Gottovi Fenomén Gott a v dubnu 2010 měl v kinech premiéru její film Oko nad Prahou o stavbě nové Národní knihovny od Jana Kaplického.
Od roku 2009 pracovala na filmu Největší přání III, který měl premiéru 20. září 2012. Film navazuje na dvojici dokumentárních filmů jejího otce z let 1964 a 1989, majících za úkol reflektovat názorový stav společnosti a jeho proměnu v čase.
Ve spolupráci s Českou televizi natočila v roce 2017 dokumentární cyklus Rodiče napořád, který se věnuje pěstounské péči.
Na webových stránkách hnutí ANO 2011 je uvedena jako jeho podporovatelka v sekci "Podporují nás". Když se jí na to v červnu 2019 ptali novináři, odpověděla: „Nejsem vůbec, vůbec žádná podporovatelka ANO, absolutně ne. Kdysi jsem podpořila (europoslankyni) Martinu Dlabajovou.“ Dodala také, že by byla ráda, kdyby z webové stránky hnutí zmizela.
V letech 2018 až 2019 natáčela dokument Karel o zpěvákovi Karlu Gottovi. Film měl premiéru v říjnu 2021.